# チョチェク市
チョチェク市（塔城市、とうじょうし）は、中華人民共和国新疆ウイグル自治区イリ・カザフ自治州タルバガタイ地区に位置する県級市。自治州北部に位置するタルバガタイ地区の政府所在地である。
ジュンガル盆地に位置し、カザフスタンとの国境までは数10km。中央アジアにおける交易の要衝として栄える、農業の中心である。産業には食糧生産、繊維、公共事業などがある。
1865年、回族とウイグル族の叛乱（同治陝甘回変）の間に破壊を受けた。

## 行政区画
3街道、2鎮、3郷、1民族郷を管轄：
- 街道弁事処：和平街道、杜別克街道、新城街道
- 鎮：エルグン鎮（二工鎮）、チャシャ鎮（恰夏鎮）
- 郷：カラカバク郷（喀拉哈巴克郷）、アブドゥラ郷（阿不都拉郷）、エミル郷（也門勒郷）
- 民族郷：アシリ・ダウール族郷（阿西爾達斡爾族郷）
- 一六二団、一六三団、一六四団

## 外部リンク

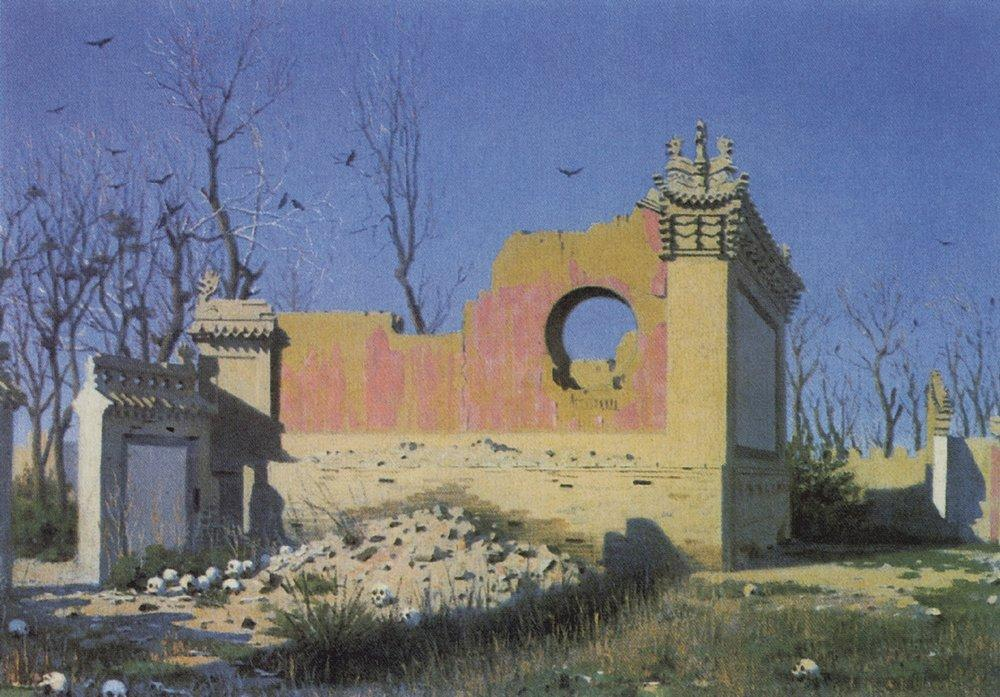
チュグチャクの劇場跡（ヴァシーリー・ヴェレシチャーギンの油絵、ロシア美術館所蔵）